# Beovizija

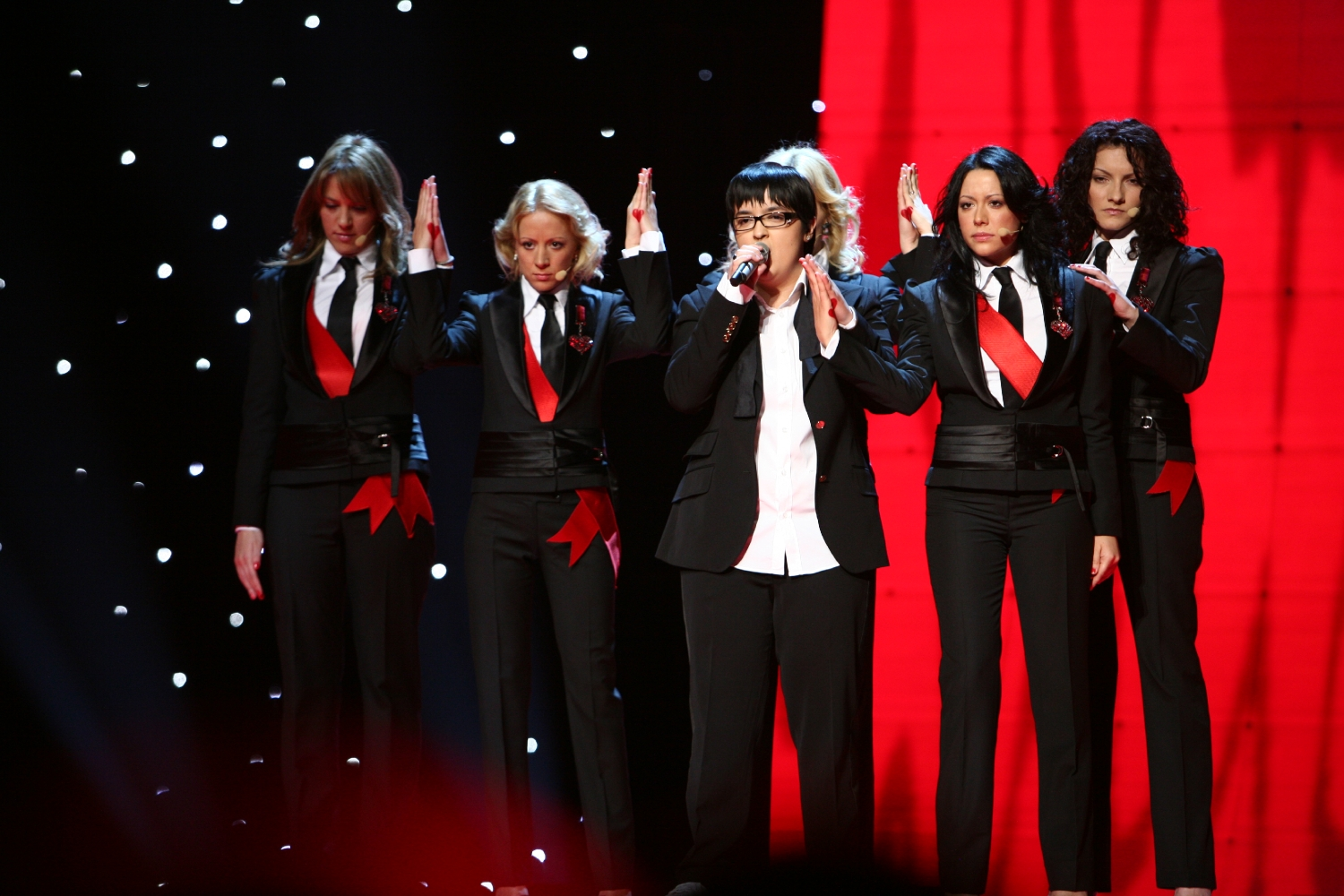
Marija Šerifović 2007 mit ihrem Backgroundchor, den Beauty Queens.

Beovizija Logo (2003 bis 2009)

Die Beovizija (serbisch-kyrillisch Беовизија) ist ein Musikfestival in Serbien, das als nationaler Vorentscheid für Serbiens Vertreter beim Eurovision Song Contest diente.

## Geschichte
Die Beovizija wurde von der öffentlich-rechtlichen Rundfunkgesellschaft RTS organisiert und im nationalen Fernsehen, über Satellit und online ausgestrahlt. Die Veranstaltung fand im Februar oder März im 4000 Zuschauer fassenden großen Saal des Sava Centar oder den Studios von RTS auf Košutnjak in Belgrad statt.
Die erste Beovizija fand 2003 statt. Hier gewann Toše Proeski mit dem Lied Čija Si. Da Serbien-Montenegro damals jedoch nicht am Eurovision Song Contest teilnahm, wurde der Titel nicht bei der EBU eingereicht. Nachdem das Land 12 Jahre lang von dem Gesangswettbewerb auf Grund der Sanktionen ausgeschlossen war, trat der Staatenbund Serbien und Montenegro im Jahr 2004 erstmals wieder an.
Zunächst war geplant, dass die Beovizija den Vertreter für Serbien und Montenegro beim ESC bestimmen soll. Jedoch einigte man sich später darauf, dass RTS und RTCG jeweils gleich viele Teilnehmer ins gemeinsame Finale schicken sollen. Deshalb fungierte die Beovizija als   serbisches Halbfinale, während das montenegrinische Halbfinale Montevizija genannt wurde. Im Finale Evropesma (Evropjesma) traten dann die bestplatzierten Teilnehmer beider Festivals auf. Von 2004 bis 2005 setzten sich im gemeinsamen Finale andere Künstler durch, sodass bis 2007 kein Sieger der Beovizija tatsächlich auch zum Eurovision Song Contest fuhr.
Nach dem Ausscheiden Montenegros aus dem Staatenbund 2006 ist die Beovizija seit 2007 ein rein serbischer Wettbewerb. Im selben Jahr wurde das Wertungssystem reformiert und der Einfluss der Jury relativiert. Nun gingen das Televoting und die Jurywertung zu gleichen Teilen in die Bewertung ein.
Bei der Beovizija hatte sich eingebürgert, dass die Eurovisionteilnehmer aus den anderen ehemaligen jugoslawischen Republiken als Interval Acts auftreten.
Nach 2009 wurde die Beovizija wegen der Wirtschaftskrise nicht mehr organisiert, um die Kosten der Teilnahme am ESC so gering wie möglich zu halten. Der serbische Rundfunk gab im Januar 2018 bekannt, dass die Beovizija nach neun Jahren wieder organisiert wird und in Zukunft den serbischen Vertreter für den ESC bestimmen soll. 2019 gab erstmals in der Geschichte des Festivals zwei Halbfinale sowie ein großes Finale.
Der Sieger der Beovizija 2020 konnte aufgrund der Absage des Eurovision Song Contest 2020 nicht zum Wettbewerb fahren.

## Sieger
| Jahr          | Interpret                  | Lied Musik (M) und Text (T)                                                          | Sprache                    | Übersetzung (Inoffiziell)  | Ergebnis beim ESC          | Ergebnis beim ESC          | Ergebnis beim ESC                  | Ergebnis beim ESC                  |
| Jahr          | Interpret                  | Lied Musik (M) und Text (T)                                                          | Sprache                    | Übersetzung (Inoffiziell)  | Platz Finale               | Punkte Finale              | Platz Halbfinale                   | Punkte Halbfinale                  |
| ------------- | -------------------------- | ------------------------------------------------------------------------------------ | -------------------------- | -------------------------- | -------------------------- | -------------------------- | ---------------------------------- | ---------------------------------- |
| 2003          | Toše Proeski               | Čija si M/T: Toše Proeski                                                            | Serbisch                   | Wer bist du?               | Keine Teilnahme            | Keine Teilnahme            | Keine Teilnahme                    | Keine Teilnahme                    |
| 2004          | Negative                   | Zbunjena M/T: Negative                                                               | Serbisch                   | Verwirrt                   | Keine Teilnahme            | Keine Teilnahme            | Keine Teilnahme                    | Keine Teilnahme                    |
| 2005          | Jelena Tomašević           | Jutro M/T: Jelena Tomašević                                                          | Serbisch                   | Morgen                     | Keine Teilnahme            | Keine Teilnahme            | Keine Teilnahme                    | Keine Teilnahme                    |
| 2006          | Flamingosi feat. Louis     | Ludi Letnji Ples M/T: Flamingosi, Louis                                              | Serbisch                   | Verrückter Sommertanz      | Keine Teilnahme            | Keine Teilnahme            | Keine Teilnahme                    | Keine Teilnahme                    |
| 2007          | Marija Šerifović           | Molitva M: Vladimir Graić; T: Saša Milošević Mare                                    | Serbisch                   | Gebet                      | 01.                        | 268                        | 01.                                | 298                                |
| 2008          | Jelena Tomašević           | Oro M: Željko Joksimović; T: Dejan Ivanović                                          | Serbisch                   | Oro (Serbischer Volkstanz) | 06.                        | 160                        | Direkt für das Finale qualifiziert | Direkt für das Finale qualifiziert |
| 2009          | Marko Kon&Milan Nikolić    | Cipela M: Aleksandar Kobac, Marko Kon, Milan Nikolić; T: Aleksandar Kobac, Marko Kon | Serbisch                   | Schuh                      | Ausgeschieden              | Ausgeschieden              | 10.                                | 060                                |
| 2010 bis 2017 | Beovizija fand nicht statt | Beovizija fand nicht statt                                                           | Beovizija fand nicht statt | Beovizija fand nicht statt | Beovizija fand nicht statt | Beovizija fand nicht statt | Beovizija fand nicht statt         | Beovizija fand nicht statt         |
| 2018          | Sanja Ilić & Balkanika     | Nova deca M: Aleksandar Sanja Ilić, Tatjana Karajanov Ilić; T: Danica Krstajić       | Serbisch, Torlakisch       | Neue Kinder                | 19.                        | 113                        | 09.                                | 117                                |
| 2019          | Nevena Božović             | Kruna M: Nevena Božović, Darko Dimitrov; T: Nevena Božović                           | Serbisch, Englisch         | Krone                      | 18.                        | 089                        | 07.                                | 156                                |
| 2020          | Hurricane                  | Hasta La Vista M: Nemanja Antonić; T: Sanja Vučić, Kosana Stojić                     | Serbisch                   | Bis bald                   | Keine Teilnahme            | Keine Teilnahme            | Keine Teilnahme                    | Keine Teilnahme                    |
| 2021          | Beovizija fand nicht statt | Beovizija fand nicht statt                                                           | Beovizija fand nicht statt | Beovizija fand nicht statt | Beovizija fand nicht statt | Beovizija fand nicht statt | Beovizija fand nicht statt         | Beovizija fand nicht statt         |